# Base di dati multimediale
Base di dati multimediale o database multimediale (in sigla MMDBMS) è una base di dati che raccoglie oggetti di tipo testo, immagine, oggetti 3D, audio, video e una combinazione di questi e fornisce strumenti per la loro memorizzazione, accesso, ricerca e controllo.
Attualmente il DBMS Oracle fornisce funzioni tipiche delle basi di dati multimediali.

## Tipi di dato multimediale
| Tipo di dato | Elementi                 | Dipendenza temporale |
| ------------ | ------------------------ | -------------------- |
| Testo        | Caratteri stampabili     | No                   |
| Grafica      | Vettori, regioni         | No                   |
| Immagine     | Pixels                   | No                   |
| Audio        | Suono, Volume            | Sì                   |
| Video        | Immagine raster, grafica | Sì                   |

## Funzioni
Una Base di dati multimediale fornisce:
- integrazione
- indipendenza dei dati
- controllo della concorrenza
- persistenza
- riservatezza
- controllo di integrità
- recupero
- supporto alle interrogazioni
- controllo della versione

## Problematiche relative
- modellazione dei dati multimediali
- memorizzazione degli oggetti multimediali
- integrazione e presentazione dei dati multimediali, e Qos
- indicizzazione, recupero e ricerca di dati multimediali
- supporto all'interrogazione multimediale

## Applicazioni
Le basi di dati multimediali trovano applicazione in tutti i campi in cui si gestiscono oggetti multimediali: librerie digitali, insegnamento a distanza, telemedicina, gestione dell'informazione medica, intrattenimento come televisione interattiva, video su domanda e basi di dati musicali, informazione, pubblicità trasmissioni televisive e nella produzione, ma anche in campo finanziario, commercio elettronico e sistemi informativi geografici (GIS).